# ハンマー (地質調査)

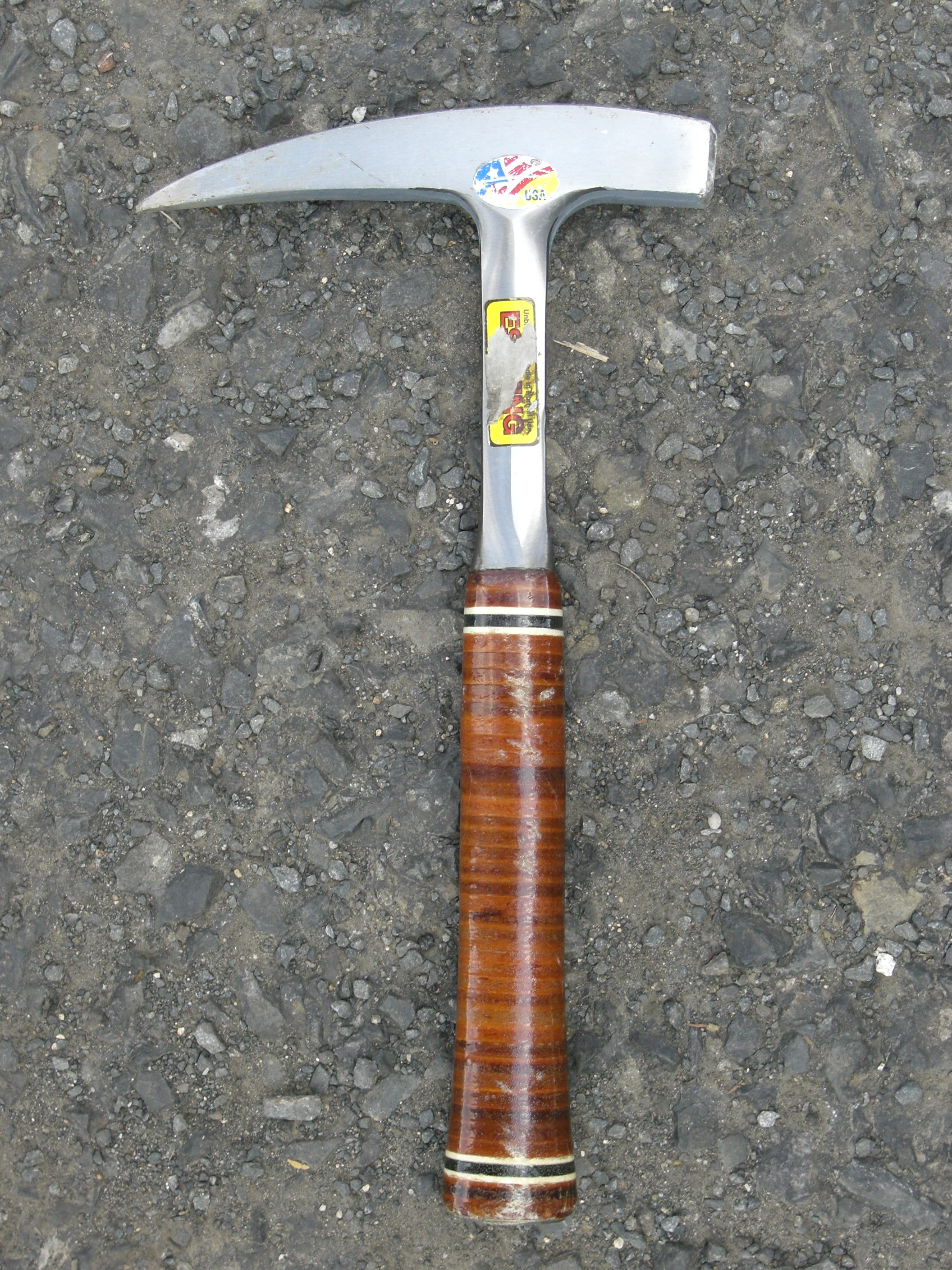
地質調査用のハンマー（金属製・ピックハンマー）

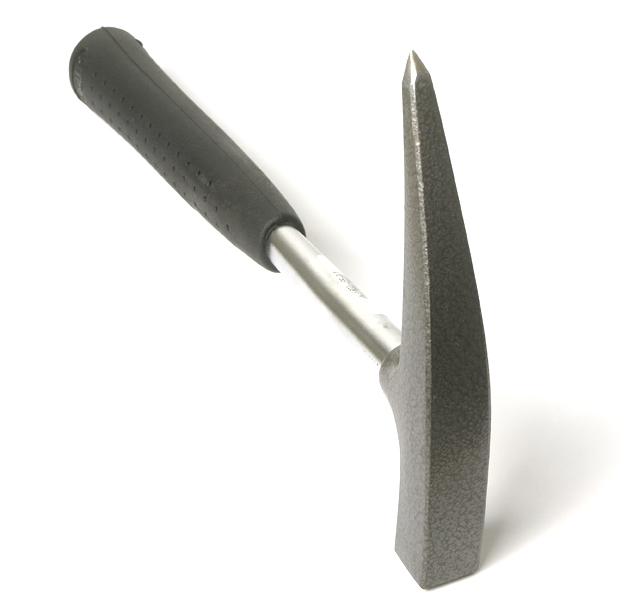
ピックハンマー

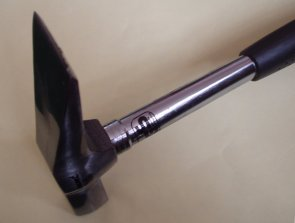
チゼルハンマー

ハンマー（英語: hammer）は、地質調査で使用する道具である。別名、ジオロジカル・ハンマー、ロックハンマーなどがある。

## 用途
ハンマーの用途として、地層を観察するために苔や風化層を除去すること、岩石を採取することが挙げられる。この他、急斜面や崖を移動するときにピッケルの代用品として使用したり、写真撮影時のスケールとして使用したりすることもある。

## 種類
ハンマーには、先端が平らになっているチゼルハンマーと、先端の一方が尖っているピックハンマーの2種類がある。チゼルハンマーは標本の整形や堆積岩や化石などを扱うときに、ピックハンマーはそれ以外の岩石を扱うときに適するとされる。
ハンマーには柄が木製のものもあれば、金属製のハンマーもある。金属製のハンマーは柄とヘッドが一体化しており、一般に木製のハンマーより強度が高い。

## 入手法
地質調査用のハンマーは地質調査用具の販売店で購入可能である。

## その他
ハンマーは地質学の象徴ともいわれる。その背景として、地質学に関する学会・研究会のロゴマークでハンマーがよく描かれていることが挙げられる。